# Talking Tom and Friends
Talking Tom and Friends è una serie d'animazione prodotta dall'azienda slovena e cipriota Outfit7 Limited e dallo studio d'animazione austriaco arx anima. La serie venne trasmessa sulla televisione in inglese e distribuita su YouTube dal 24 dicembre 2014 al 24 dicembre 2021. In Italia è pubblicata in lingua originale sul web e doppiata in italiano sul canale televisivo K2, in onda dal 21 marzo 2017 al 20 ottobre 2019. Da agosto 2017, la serie è disponibile in italiano anche sul web. Nel Regno Unito il cartone è trasmesso su Pop.
La serie è basata sui videogiochi con protagonista il gatto Talking Tom. Il primo di questi è stato Gatto Talking Tom (in inglese Talking Tom Cat), prodotto dalla Outfit7 Limited, pubblicato l'11 novembre 2013 e divenuto un grande successo per iPhone e iPad.
Gli episodi della serie sono stati tradotti e doppiati in numerose lingue, tra cui portoghese, francese, spagnolo, arabo, tedesco e russo.

## Trama
Il protagonista è Talking Tom, un gatto di vent'anni che vive in un garage chiamato Lo Studio. È  fidanzato con Talking Angela, una gatta di diciotto anni, una cantante. In alcuni episodi si mostra anche come autrice delle canzoni che interpreta.
Il migliore amico di Tom è Talking Ben, un informatico esperto, che proprio da lui stesso viene spesso infastidito. 
Talking Ginger, il vicino di casa di Tom, è il più piccolo della banda, ha infatti sette anni.
Talking Hank, un altro amico di Tom, invece è meno agitato rispetto agli altri, mostrando una personalità pigra. È molto legato alla televisione. Dalla quarta stagione è presente Talking Becca (nella serie conosciuta anche come  Becca Sparkles), inizialmente sarà in rivalità con Talking Angela ma in seguito diventerà sua amica, insieme agli altri del gruppo.

## Personaggi
- Talking Tom: personaggio principale della saga "Talking Tom and Friends". È un gatto grigio ventenne antropomorfo, spiritoso, in cerca di avventura, descritto come il "gatto più popolare del mondo".[7] Diventa il sindaco della città nella seconda stagione. È doppiato in inglese da Colin Hanks[2] e in italiano da Daniele Raffaeli.[1]
- Talking Ben: ventiduenne, è  un cane marrone, migliore amico di Tom e informatico esperto. Spesso crea invenzioni che però tendono a fallire. Arrestato dalla sua fidanzata, Xenon. È doppiato in inglese da James Adomian[2] e in italiano da Gabriele Lopez.[1]
- Talking Angela: gatta bianca di diciotto anni fidanzata di Tom, cantante pop molto apprezzata. È doppiata in inglese da Lisa Schwartz[2] e in italiano da Eleonora Reti.[1]
- Talking Hank: è un cane bianco e blu con una passione ardente per la televisione. È compagno di stanza e fan di Tom e modello di ruolo per Ginger. Nella versione francese viene chiamato Honk. Adora passare le giornate guardando in TV sitcom prodotte tra il 1986 e il 1994, una tra queste è "Bongo e McGillycuddy". Apparve in un nuovo reality show televisivo del video provino del Natale di Talking Tom. È doppiato in inglese da Tom Kenny[2] e in italiano da Marco Baroni.[1]
- Talking Ginger: è un gatto arancione di sette anni, malizioso, pestifero ed amante del divertimento. È doppiato in inglese da Maria Bamford[2] e in italiano da Emanuela Ionica.[1]

## Episodi

### Stagione 1
- 0.  Il provino
- 1.  Tom senza voce
- 2.  Un amichevole servizio clienti
- 3.  Futuri Tron
- 4.  L'app di comando
- 5.  Ben il magnetico
- 6.  Le sciarpe di Angela
- 7.  Il record di Ben
- 8.  Fuori controllo strategico
- 9.  L'uomo sulla luna
- 10. L'uomo sulla luna 2
- 11. Hank il milionario
- 12. Un'app per Halloween
- 13. Big Ben
- 14. Hank, l'amico immaginario
- 15. Geremy il germe: Germinator
- 16. Hank il regista
- 17. Operazione guantfono
- 18. Il mago del ping-pong
- 19. Hank il dottore
- 20. Chi disturba Angela?
- 21. Il castello della fantasia
- 22. Un CEO nei guai
- 23. L'ospite perfetto
- 24. La sfida
- 25. La critica di Angela
- 26. Il giorno perfetto
- 27. La canzone d'amore di Tom
- 28. Caccia al pirata fantasma
- 29. Il torneo di tennis
- 30. Il sogno di ogni ragazza
- 31. L'amico ritrovato
- 32. Il segreto di Angela
- 33. Ginger ninja
- 34. Una storia virtuale
- 35. Amici per sempre
- 36. Papà Ben
- 37. Il mostro famoso
- 38. Ondata di calore
- 39. Geremy il germe 2: zombie
- 40. Angela la cheerleader
- 41. Il nuovo lavoro di Hank
- 42. Universo parallelo
- 43. La formula dell'amore
- 44. Il comico robot Galileo
- 45. Lo scambio di voce
- 46. Teoria di gioco
- 47. Il diverti-museo
- 48. Memorie imbarazzanti
- 49. Un segreto che vale la pena tenere - Prima parte
- 50. Un segreto che vale la pena tenere - Seconda parte
- 51. Un segreto che vale la pena tenere - Terza parte

### Stagione 2
- 1. Il bacio dimenticato
- 2. Primo appuntamento estremo
- 3. Solo amici
- 4. Scontro di coppia
- 5. Scontro di coppia 2
- 6. Il genio di riserva
- 7. Lo stiloso e il nerd
- 8. Il sabotaggio
- 9. Vota per Tom!
- 10. Città felice
- 11. Il club dei nerd
- 12. Taco spaghetti burger
- 13. Una disastrosa uscita a quattro
- 14. Destinatario sbagliato
- 15. Tato Tom
- 16. Il banchetto del garage
- 17. Ritorno a scuola
- 18. Al volante per amore
- 19. Ciao ciao Bongo
- 20. Conflitti spaziali VIII
- 21. Salvate Babbo Natale
- 22. Intrepida Angie
- 23. Un padrone di casa innamorato
- 24. Il caso del pesce caduto dal cielo
- 25. Angela la sensitiva
- 26. L'oscuro segreto

### Stagione 3
- 1. Pirati dell'amore
- 2. Picnic di supereroi
- 3. Missione: Elimina
- 4. Una faccenda da garage
- 5. Spettacolo di talenti
- 6. La regina dei droni
- 7. Caccia al tesoro
- 8. Gli amici galattici
- 9. Coppie in difficoltà
- 10. Gli scout perduti
- 11. L'eroe Hank
- 12. Festa in maschera
- 13. L'insegnante sostituito
- 14. Tom il coraggioso
- 15. Il sesto amico
- 16. Di nuovo bambini
- 17. L'altro Tom
- 18. La grande nano bugia
- 19. Teste di mais
- 20. Hank contro vampiri
- 21. La gara di ballo
- 22. Disamici tutti
- 23. La ragazza del sì
- 24. Distruggi il mondo - Prima parte
- 25. Distruggi il mondo - Seconda parte
- 26. Distruggi il mondo - Terza parte

### Stagione 4
- 1. Dov'è Angela?
- 2. La Regina Digitale
- 3. Il buon germe
- 4. La disintossicazione digitale di Ben
- 5. Il peggior sindaco di sempre
- 6. Tom la guardia del corpo
- 7. La grande corsa in taxi
- 8. Top Model Tom
- 9. Chi è Becca?
- 10. L'impero della cassa misteriosa
- 11. Salviamo l'albero
- 12. Angelo, la star del cinema
- 13. La vita segreta della Signorina Vanthrax
- 14. Il mistero della piramide
- 15. Felice Anniversario
- 16. Il gioco maledetto
- 17. La festa tv di Hank
- 18. Il germe cattivo
- 19. Salvataggio Spaziale
- 20. La macchina del meteo
- 21. Ladra di fidanzati
- 22. Il nuovo CEO
- 23. La battaglia del cioccolato
- 24. L'eroe del basket
- 25. Fuga:impossibile!
- 26. Le brave ragazze si innamorano dei cattivi

### Stagione 5
- 1. Il vicino Roy
- 2. Il primo Appuntamento di Hank
- 3. Distruggi la spazzatura
- 4. Micro spia Tom
- 5. La nuova e vecchia coinquilina
- 6. Ginger e la ragazza
- 7. Dude ranch showdown
- 8. Angela la cameriera
- 9. La giornata di spiaggia nel deserto
- 10. Guerra tra coinquilini
- 11. L'attacco Scherzo
- 12. Il mostro della ninna nanna
- 13. Il mio dolce Halloween
- 14. Allerta! genitori in citta
- 15. L'incredibile Super-fan
- 16. Tom il guru
- 17. Il telefono di Babbo Natale
- 18. Roy al salvataggio
- 19. Becca fierce
- 20. La maledizione della rottura
- 21. Il coraggioso Sir Ginger
- 22. Chi è Billy?
- 23. Il nuovo look di Angela
- 24. Il test dei geni
- 25. Tutti odiano Tom
- 26. Talking Roy and Friends

### Mini episodi
- 1. Smettila di copiarmi
- 2. Asociale
- 3. Ben il  comico noioso
- 4. Super aspirapolvere
- 5. Buongiorno Tom
- 6. Un'applicazione per tutto
- 7. La bicicletta di Hank
- 8. Una sorpresa per Angela

## Live Show
Dal 6 gennaio 2019 è in tour in Italia un Live Show dal titolo Talking Tom and Friends Live. Lo spettacolo è il primo del suo genere riservato esclusivamente ai Centri Commerciali. La produzione esecutiva è di Alessandro Musto per Starinsieme Produzioni. Lo spettacolo è stato anche in tour negli Emirati Arabi Uniti, Qatar e Kuwait.

## Doppiaggio

### Edizione italiana
L'edizione italiana è stata curata da Mariagrazia Boccardo. Il doppiaggio della serie è stato effettuato presso lo studio Cine Dubbing sotto la direzione di Antonella Baldini con l'assistenza di Veronica De Biase e con i dialoghi di Anna Carinci, Fausta Fascetti e Marco De Risi. Romano Pietrangeli invece si è occupato del missaggio.

### Elenco dei doppiatori
| Personaggio    | Doppiatore inglese | Doppiatore italiano |
| -------------- | ------------------ | ------------------- |
| Talking Tom    | Colin Hanks        | Daniele Raffaeli    |
| Talking Ben    | James Adomian      | Gabriele Lopez      |
| Talking Angela | Lisa Schwartz      | Eleonora Reti       |
| Talking Hank   | Tom Kenny          | Marco Baroni        |
| Talking Ginger | Maria Bamford      | Emanuela Ionica     |

## Influenza
Talking Tom and Friends è stato notevolmente influenzato dalle sitcom, Seinfeld e I Simpson. Da Seinfeld, ha ricavato il ristorante Jerry's, traendo ispirazione dal Tom's Restaurant, mentre Ben, qui, simulava la poco invidiabile condizione di Jerry Seinfeld, un personaggio che alternava stati d'animo del tutto opposti, come essere o non essere divertente. L'amministratore delegato, invece, quale antagonista, venne influenzato dal sig. Burns di I Simpson, Darren da Waylon Smithers, e persino Ben simulava modi di dire dello stesso Homer Simpsonː per esempio, l'esclamazione di Homer "D'oh!" venne ripresa da Ben con la sua esclamazione, "Gah!". Come Bart, Ginger nella serie recitava la parte del cattivo ragazzo, e, come Homer, Ben era arrabbiato con Ginger a causa dei suoi errori. Ben, ragazzo geniale venne influenzato anche da Albert Einstein, mentre Tom e Ben vennero appaiati a Steve Jobs e Steve Wozniak, co-fondatori di Apple, Inc. La serie, Talking Tom and Friends,  secondo l'episodio, A Secret Worth Keeping, era considerata adatta solo ad una visione per adulti.